# Pinares
Die Comarca Pinares ist eine der zwölf Comarcas in der Provinz Soria der autonomen Gemeinschaft Kastilien und León.
Sie umfasst 17 Gemeinden und eine Exklave der Gemeinde Soria auf einer Fläche von 903,04 km² mit dem Hauptort San Leonardo de Yagüe.

## Gemeinden
| Gemeinde              | Einwohner (2024) | Fläche km² | Dichte Einw./km² | Cod INE | Postleitzahl        |
| --------------------- | ---------------- | ---------- | ---------------- | ------- | ------------------- |
| Abejar                | 386              | 23,43      | 16               | 42001   | 42146               |
| Cabrejas del Pinar    | 299              | 124,14     | 2                | 42045   | 42146               |
| Casarejos             | 146              | 28,08      | 5                | 42055   | 42148               |
| Covaleda              | 1.574            | 104,36     | 15               | 42069   | 42157               |
| Cubilla               | 24               | 20,21      | 1                | 42070   | 42148               |
| Duruelo de la Sierra  | 1.026            | 44,84      | 23               | 42078   | 42158               |
| Herrera de Soria      | 11               | 26,07      | 0                | 42098   | 42148               |
| Molinos de Duero      | 158              | 27,39      | 6                | 42117   | 42156               |
| Montenegro de Cameros | 45               | 55,32      | 1                | 42121   | 26127               |
| Muriel de la Fuente   | 55               | 3,66       | 15               | 42124   | 42193               |
| Muriel Viejo          | 75               | 11,36      | 7                | 42125   | 42148               |
| Navaleno              | 732              | 25,03      | 29               | 42129   | 42149               |
| Salduero              | 145              | 2,69       | 54               | 42161   | 42156               |
| San Leonardo de Yagüe | 1.949            | 60,58      | 32               | 42164   | 42140               |
| Soria                 | 0                | 131,64     | 0                | 42173   | 42113               |
| Talveila              | 101              | 52,97      | 2                | 42178   | 42148               |
| Vadillo               | 83               | 14,08      | 6                | 42190   | 42148               |
| Vinuesa               | 833              | 143,06     | 6                | 42215   | 42150, 42156, 42157 |
| Comarca Pinares       | 7.642            | 903,04     | 8                | –       | –                   |

1. ↑   Nur die westliche Exklave, der Rest gehört zu den Comarcas Frentes und Moncayo.

Auf dem Gebiet der Comarca befinden sich noch das gemeindefreie Gebiet Comunidad de Herrera de Soria, Nafría de Ucero y Ucero auf einer Gesamtfläche von 4,13 km².